# Ark (архиватор)
Ark — свободный инструмент архивирования для среды рабочего стола KDE, включенный в пакет kdeutils.

## Возможности
- Ark представляет собой фронтенд для командной строки архиваторов.
- Поддерживает работу со многими популярными форматами, включая 7z, tar, rar, zip, gzip, bzip2, lha, zoo и ar.
- Ark можно интегрировать в Konqueror благодаря технологии KParts, если установлен соответствующий плагин из пакета kdeaddons. После его установки файлы могут быть добавлены или извлечены в/из архивов с помощью контекстного меню Konqueror.
- Поддержка редактирования или удаления файлов в архиве с помощью внешних программ.
- Создание архивов с поддержкой drag and drop.
- Имеется версия для Windows, которая находится в разработке и ещё нестабильна.[3][4]